# Kōki Ogawa
Kōki Ogawa (小川 航基 Ogawa Kōki?, Kanagawa, 8 de agosto de 1997) es un futbolista japonés que juega como delantero en el NEC Nimega de la Eredivisie.

## Trayectoria

### Clubes
| Club                    | País         | Año       |
| ----------------------- | ------------ | --------- |
| Júbilo Iwata            | Japón        | 2016-2021 |
| Mito HollyHock (cedido) | Japón        | 2019      |
| Yokohama FC             | Japón        | 2022-2024 |
| NEC Nimega (cedido)     | Países Bajos | 2023-2024 |
| NEC Nimega              | Países Bajos | 2024-     |